# Macrozamia heteromera
Macrozamia heteromera C.Moore è una pianta appartenente alla famiglia delle Zamiaceae, endemica dell'Australia.

## Descrizione
È una cicade con fusto sotterraneo, del diametro di 8-15 cm.
Presenta usualmente da 2 a 10 foglie, pennate, lunghe 45-80 cm, disposte a corona all'apice del fusto e rette da un picciolo lungo 5-12 cm; ogni foglia è composta da 40-65 paia di foglioline, con margine intero,con apice talora spinoso.
È una specie dioica con esemplari maschili che presentano da 1 a 4 coni terminali di forma cilindrica, lunghi 15-20 cm e larghi 4-5 cm ed esemplari femminili con coni solitari di forma ovoidale, lunghi 12-27 cm, e larghi 8-13 cm.
I semi sono grossolanamente ovoidali, lunghi 27-35 mm, ricoperti da un tegumento di colore rosso scarlatto.

## Distribuzione e habitat
La specie è diffusa nella parte settentrionale del Nuovo Galles del Sud, Australia.

## Conservazione
La IUCN Red List classifica M. heteromera come specie a rischio minimo (Least Concern).

La specie è inserita nella Appendice II della Convention on International Trade of Endangered Species (CITES).